# دیوید لدی
دیوید لدی (انگلیسی: David Ledy؛ زادهٔ ۲۲ سپتامبر ۱۹۸۷) بازیکن فوتبال اهل فرانسه است.
از باشگاه‌هایی که در آن بازی کرده‌است می‌توان به باشگاه فوتبال استراسبورگ اشاره کرد.